# Pedja
Pedja (estonsky plným názvem Pedja jõgi) je čtvrtá nejdelší estonská řeka, měří 135 km. Jde o levostranný přítok řeky Emajõgi. Protéká kraji Lääne-Virumaa, Jõgevamaa a Tartumaa. Protéká též národní rezervací Alam-Pedja.